# La Mémoire en fuite
La Mémoire en fuite (Fugitive Pieces) est un roman d'Anne Michaels paru en 1996.

## Résumé
Le roman se découpe en deux parties. La première se concentre sur Jakob Beer, un survivant de l'Holocauste et la seconde, sur Ben, fils de deux survivants.

## Accueil
Le roman a remporté le Books in Canada First Novel Award, le Trillium Book Award, le Women's Prize for Fiction, le Guardian Fiction Prize et le Jewish Quarterly-Wingate Prize.
En 2019, le roman est cité par la BBC dans une liste de « 100 romans qui ont façonné notre monde ».

## Adaptation
Le roman a été adapté en film par Jeremy Podeswa en 2007 sous le titre Fugitive Pieces.